# アーケイディア (客船・4代)
アーケイディア（Arcadia）は、P&Oクルーズが運航しているクルーズ客船。アーケイディアの船名はP&Oライン時代の初代から数えて4代目に当たる。

## 概要
2005年3月24日、イタリアのフィンカンティエリ社マルゲーラ工場で竣工。船価は4億ドル。
4月12日に行われた命名式にて、女子陸上選手のケリー・ホームズによって命名され、4月14日よりサウサンプトン発の地中海クルーズに就航した。
客室数は998室で、うち約70%はバルコニー付きである。
本船は当初、ホランド・アメリカ・ライン向けのヴィスタクラス（ザイデルダム級）5番船として計画されたが、キュナード・ライン向けに変更され、クイーン・ヴィクトリアとなる予定で建造が進められた。
しかし建造中にクイーン・ヴィクトリアは内装や設備をより高級仕様にするという方針変更によって改めて新規に建造することとなり、最終的に本船はP&Oクルーズ向けのアーケイディアとして竣工した。